# Ompok pluriradiatus
Ompok pluriradiatus är en fiskart som beskrevs av Ng 2002. Ompok pluriradiatus ingår i släktet Ompok och familjen malfiskar. Inga underarter finns listade i Catalogue of Life.